# 丁懋遜
丁懋遜（1552年—1623年），字允節，號初陽，山東濟南府濱州霑化縣人，匠籍，明朝政治人物。

## 生平
隆庆四年（1567年）庚午科山東鄉試第二十一名舉人，萬曆八年（1580年）庚辰科進士。吏部觀政，九年任浙江餘姚縣知縣，有治績，行取，丁憂。十六年三月选為吏科給事中，十八年升户科右，十九年三月升禮科左，本年十二月升戶科都給事中。萬曆二十年（1592年）因争國本触怒神宗，被削籍为民，里居三十年。
明光宗即位，起為太僕寺少卿，天啓元年（1621年）正月升太仆寺卿，二年二月升通政使，三月升工部左侍郎。因监造皇陵尽瘁，天啓三年卒于官，贈工部尚書。

## 家族
曾祖丁福，贈布政使司右布政使；祖父丁仁，壽官；父丁汝奭，儒官。母王氏。孫丁暐，康熙己未科進士。